# Górczyca
Górczyca – wieś w Polsce położona w województwie dolnośląskim, w powiecie lwóweckim, w gminie Lwówek Śląski.

## Podział administracyjny
W latach 1975–1998 miejscowość administracyjnie należała do województwa jeleniogórskiego.

## Położenie
Miejscowość położona jest w zachodniej części Pogórza Kaczawskiego, na skraju Wysoczyzny Ostrzycy, w dolinie potoku Sobótka, między Sobotą a Przeździedzą.

## Historia
Pierwsza wzmianka o Górczycy pochodzi z 1217 r. i wiąże się z poszukiwaniami złota.

## Demografia
W 1825 Górczyca liczyła ponad 500 osób. Do 2011 liczba ludności spadła prawie 5-krotnie.